# Euscelidia fastigium
Euscelidia fastigium là một loài ruồi trong họ Asilidae. Euscelidia fastigium được Martin miêu tả năm 1964. Loài này phân bố ở vùng nhiệt đới châu Phi.